# Conus dieteri
Conus dieteri é uma espécie de gastrópode do gênero Conus, pertencente à família Conidae.